# Marina Smilec
Marina Smilec (bolgarsko Марина Смилец, Marina Smilec) je bila najstarejša hčerka bolgarskega carja Smileca in njegove žene Smilcene Paleologine, * pred 1291, † 7. april 1355.

## Družina
Datum in rojstni kraj  Marine Smilec nista znana. Rojena je bila verjetno pred letom 1292, ko je njen oče nasledil bolgarski prestol. Njena mati je bila hčerka sebastokratorja Konstantina Paleologa in nečakinja bizantinskega cesarja Mihaela VIII. Paleologa. V ljudskem izročilu jo imenujejo Smilcena (bolgarsko  Смилцена, Smilcena, Smilecova žena), njenega rojstnega imena pa ne omenjajo. Marina je bila najstarejša sestra carja Ivana IV. Smileca in srbske kraljice Teodore Smilec Nemanjić. Po materini strani je bila teta srbskega kralja in kasnejšega cesarja Štefana Dušana.

## Kranska despotinja
Car Smilec je umrl leta 1298. Kot car v Trnovem ga je nasledil Ivan IV. Smilec. Ker je bil Ivan še otrok, je v njegovem imenu vladala vdova Smilcena. Marinina mati je domnevno porazila Smilecova brata Radoslava in Vojsila, ki sta pobegnila v Bizantinsko cesarstvo in sprejela bizantinsko službo. Da bi se obranila pred njima in napadom mongolskega princa Čake Nogaja je sklenila zavezništvo z Aldimirjem (Eltimirjem), bratom bivšega carja Jurija I. Terterja. Aldimir je bil pripravljen poročiti se z njeno hčerko Marino in bil zato nagrajen z naslovom despot in velikim ozemljem v okolici Krana. Kaj takega se pred tem v Bolgariji še ni zgodilo.  Marina je kot njegova žena dobila naslov despotinja Krana.
V Kranu je rodila sina Ivana Dragušina.
Regenti Ivana IV. Smileca niso bili sposobni utrditi njegovega položaja. Trnovo so prepustili Čaki Nogaju, ki se je leta 1299 razglasil za bolgarskega carja. Smilcena in Ivan IV. sta se preselila na Aldimirjev in Marinin dvor, kjer sta ostala do leta 1300, ko je v Bolgariji zavladal Aldimirjev nečak  Teodor Svetoslav. Aldimir je bil za zavezništvo z novim carjem nagrajen z novim ozemljem v okolici Krana. Novi car mu zaradi prisotnosti Smilcene in Ivana IV. na njegovem dvoru kljub temu ni povsem zaupal, kar bi lahko bil vzrok za njun beg v Konstantinopel.

## Izgnanstvo
Zdi se, da se je začel Aldimir leta 1305 pogajati z Bizantinci, Teodor pa je zasegel njegove posesti. Marina, ki je imela močan vpliv na moževo politiko, je po njegovi podreditvi carju s sinom pobegnila v Konstantinopel. 
Po leta 1321 se je s sinom preselila v Srbijo k svoji sestri Teodori, ženi srbskega kralja Štefana Dečanskega. Marino sta spoštovala tako Štefan Dečanski kot njegov sin Štefan Dušan. Dobila je zemljo v Pologu in se kasneje kot Marija umaknila v samostan. 
V cerkvi  samostana Pološko v Kavadarcih je upodobljena s svojim vnukom. Preživela je svojega sina in umrla 7. aprila1355. Pokopana je v Skopju.

## Sklic
1. ↑  Стандарт - Новини, които си струва да споделим. Стандарт - Новини, които си струва да споделим.

## Vir
- Pavlov, Plamen, Търновските царици. ДАР-РХ, 2006.